# Малацидини
Малацидини англ. Malacidin — клас хімічних сполук біологічного походження, вторинні метаболіти ґрунтових бактерій, які здатні вражати грампозитивні бактерії. Активність малацидинів є кальцій-залежною. Відкриття нового класу антибіотиків було опубліковано в 2018 році.
Малацидини були виявлені за допомогою нового методу скринінгу ґрунтового мікробіому, який дозволяє виявляти біосинтетичні генні кластери, що необхідні для синтезу хімічної речовини в клітині. Малацидин A здатний вбивати Staphylococcus aureus та інші грампозитивні бактерії.

## Історія
Малацидини були вперше виявлені вченими зі Рокфеллерівського університету. Група, очолювана Бредом Ховер і Шоном Брейді, виділила ДНК із двох тисяч зразків ґрунтів, зібраних у різноманітних місцях США, що дозволило створити метагеномні бібліотеки. Пошук був сфокусований на пошуку біосинтетичних генних кластерів, що беруть участь у синтезі вторинних метаболітів. Одні з таких біосинтетичних генних кластерів були представлені в 19 % зразків ґрунтів і були відсутні в культивованих бактеріях. Ці генні кластери були перенесені в бактерії в культурі й отримані вторинні метаболіти досліджені.
На 2018 рік малацидини не пройшло перевірку на людях, подібні випробування дуже довгі та дорогі. Невідомо, чи призведе відкриття до появи нової групи ліків. До того ж малацидини працюють тільки на грампозитивних бактеріях. Однак вони вбивають навіть «супер-штами», резистентні до звичайних антибіотиків, на зразок метициллінрезистентного  золотистого стафілококу.

## Хімічна структура
Малацидини є макроциклічними ліпопептидами. Описано два малацидини A та B, що відрізняються лише за метиленовою групою в ліпідній частині молекули. Пептидне ядро малацидинів містить чотири непротеїногенні амінокислоти Название malacidin является сокращением от metagenomic acidic lipopeptide antibiotic и суффикса -cidin.
. Назва malacidin є скороченням від metagenomic acidic lipopeptide antibiotic і суфікса -cidin.

## Механізм дії
При зв'язуванні з кальцієм малацидини переходять в активну форму, яка здатна взаємодіяти з ліпідом II, попередником компонента бактеріальної клітинної стінки. Ця взаємодія призводить до руйнування клітинної стінки бактерії і її загибелі. Таким чином, малацидини стали новими членами класу кальцій-залежних антибіотиків .